# Lijst van burgemeesters van Gaasterland-Sloten
Dit is een lijst van burgemeesters van de voormalige Nederlandse gemeente Gaasterland-Sloten (Gaasterlân-Sleat) in de provincie Friesland.
De gemeente Gaasterland-Sloten ontstond op 1 januari 1984 door het samengaan van de gemeenten Gaasterland en Sloten en een klein deel van Hemelumer Oldeferd. Op 1 januari 2014 ging de gemeente op in De Friese Meren.
| Ambtsperiode | Naam burgemeester          | Partij of stroming | Bijzonderheden |
| ------------ | -------------------------- | ------------------ | -------------- |
| 1984 - 2003  | W. Pitlo                   | VVD                |                |
| 2003 - 2007  | Th.C.M. de Roos-van Rooden | PvdA               |                |
| 2007         | A. Aalberts                | CDA                | waarnemend     |
| 2007 - 2013  | W. Hoornstra               | CDA                |                |